# Ługwałd
Ługwałd (deutsch Hochwalde) ist ein Ort in der polnischen Woiwodschaft Ermland-Masuren. Er gehört zur Gmina Dywity (Landgemeinde Diwitten) im Powiat Olsztyński (Kreis Allenstein).

## Geographische Lage
Ługwałd liegt im Westen der Woiwodschaft Ermland-Masuren, acht Kilometer nördlich der Kreis- und Woiwodschaftshauptstadt Olsztyn (deutsch Allenstein).

## Geschichte
Das Gründungsdatum des seinerzeit Hogenwald genannten Dorfes liegt im Jahre 1363: Am 22. Juli jenes Jahres wurde es von Nikolaus Sprenczo errichtet. Das königliche Bauerndorf im Hauptamt Allenstein, Kreis Heilsberg, wurde 1785 mit 16 Feuerstellen erwähnt. Bei der Volkszählung am 3. Dezember 1861 ergaben sich 32 Wohngebäude bei 233 Einwohnern.
Als 1874 der Amtsbezirk Diwitten (polnisch Dywity) im ostpreußischen Kreis Allenstein geschaffen wurde, gehört Hochwalde von Anfang an dazu.
300 Einwohner wurden im Jahre 1910 in Hochwalde registriert. Ihre Zahl belief sich im Jahre 1933 auf 274 und im Jahre 1939 auf 260.
In Kriegsfolge musste das gesamte südliche Ostpreußen 1945 an Polen abgetreten werden. Hochwalde erhielt die polnische Namensform „Ługwałd“ und ist heute eine Ortschaft innerhalb der Landgemeinde Dywity (Diwitten) im Powiat Olsztyński (Kreis Allenstein), von 1975 bis 1998 der Woiwodschaft Olsztyn, seither der Woiwodschaft Ermland-Masuren zugehörig. Im Jahre 2021 zählte Ługwałd 626 Einwohner.

## Kirche
Bis 1945 war Hochwalde in die evangelische Kirche Allenstein in der Kirchenprovinz Ostpreußen der Kirche der Altpreußischen Union, außerdem in die römisch-katholische Kirche Diwitten eingepfarrt.
Der Bezug zur – nun mit einem Namen versehenen – Christus-Erlöser-Kirche Olsztyn ist für Ługwałd geblieben, allerdings gehört die Kirche nun zur Diözese Masuren der Evangelisch-Augsburgischen Kirche in Polen. Auch katholischerseits besteht der Bezug zur Pfarrei Dywity weiterhin, die jetzt dem Dekanat Olsztyn II - Zatorze im Erzbistum Ermland zugehörig ist.

## Verkehr
Ługwałd liegt westlich der polnischen Landesstraße 51, der einstigen deutschen Reichsstraße 134, und ist von Dywity aus auf direktem Wege zu erreichen. Eine Bahnanbindung besteht nicht.